# دوغ تراب
دوغ تراب هو لاعب هوكي الجليد كندي، ولد في 28 نوفمبر 1965 في بلاكرس ‏ في كندا.

## وصلات خارجية
- دوغ تراب على موقع دوري الهوكي الوطني (الإنجليزية)
- دوغ تراب على موقع EliteProspects.com (الإنجليزية)
- دوغ تراب على موقع HockeyDB.com (الإنجليزية)
- دوغ تراب على موقع Hockey-Reference.com (الإنجليزية)